# Ван Юй (адвокат)
Ван Юй (кит. 王宇; род. 1 мая 1971, Китай) — китайский юрист по правам человека. Была арестована китайскими властями в 2015 году, когда Китай инициировал репрессии против 709 адвокатов по правам человека. Ей было предъявлено обвинение в подстрекательстве к подрыву государственной власти, что является серьёзным преступлением в Китае и карается пожизненным заключением . В 2021 году она была награждена Международной женской премией за отвагу.

## Карьера
Ван — юрист юридической фирмы Fengrui в Пекине. Эта юридическая фирма стала объектом репрессий со стороны правительства, в результате которого помимо Ван и её мужа Бао Лунцзюня были арестованы два адвоката и один стажёр. В конце 2016 года китайские власти освободили Ван Юй под залог после того, как она выступила по телевидению с почти наверняка вынужденным признанием, в котором она осудила своих коллег и предположила, что её правозащитная деятельность была результатом деятельности иностранных активистов, пытающихся очернить Китай. «Они больше не будут меня использовать», — заявила Ван в видео, опубликованном на новостном сайте Коммунистической партии. Её признание соответствовало аналогичным признаниям, которые давали китайским властям другие юристы, издатели и правозащитники. Со слов друзей, несмотря на освобождение из-под стражи, Ван все равно будет оставаться под наблюдением китайских властей в течение многих лет и не сможет свободно перемещаться так, как ей заблагорассудится.
До того, как стать адвокатом по правам человека, Ван Юй работала юристом по бизнесу и коммерции до инцидента на вокзале Тяньцзиня в 2008 году. Тогда она поссорилась с работниками железной дороги из-за того, что ей не разрешили войти в поезд, хотя у неё был билет. По странному развитию событий ей было предъявлено обвинение в «умышленном нападении» и она была заключена в тюрьму на срок более двух лет. Находясь в тюрьме, она узнала, как жестоко обращаются и пытают заключённых. Когда в 2011 году её освободили, она решила стать адвокатом по правам человека.
С тех пор она стала частью китайского правозащитного движения. Среди её клиентов были Ильхам Тохти, известный уйгурский интеллектуал, группа по защите прав женщин, известная как « Феминистская пятёрка», активистка Е Хайян и запрещенная духовная группа Фалуньгун. Использование ею социальных сетей для отстаивания своих интересов привело к её аресту по обвинению в подрывной деятельности. В 2015 году правительственное агентство новостей Синьхуа опубликовало статью, призванную запятнать её репутацию, в которой говорилось: «Эта высокомерная женщина с криминальным прошлым в одночасье стала адвокатом, болтающим о верховенстве закона, правах человека и справедливости, и шатающимся вокруг под флагом „защиты прав“».
Правозащитная деятельность Ван Юй освещена в документальном фильме 2016 года режиссёра Наньфу Вана «Хулиган Воробей». 4 июня 2016 года Ван Юй была награждена 21-й престижной Международной премией Людовика Трарье в области прав человека, также известной как «Награда, вручаемая юристами юристу». 6 августа 2016 года Американская ассоциация адвокатов заочно вручила Ван Юй свою первую Международную премию в области прав человека. «Чествуя Ван Юй, мы воздаем должное её твёрдой приверженности выполнению этой важной работы в Китае. Мы признаём её важную работу по защите прав человека и выступлению за то, чтобы китайское правительство уважало независимость судебной власти и юристов и соблюдало стандарты справедливого судебного разбирательства и надлежащей правовой процедуры — все принципы, гарантированные китайским и международным законодательством и имеющие решающее значение для поддержания прогресса на пути к верховенству права», — заявила президент Ассоциации Полетт Браун.
В Международный женский день 2021 года Ван Юй получила Международную женскую премию за отвагу от государственного секретаря США Энтони Блинкена. Церемония была виртуальной из-за пандемии COVID-19 и включала выступление первой леди, доктора Джилл Байден.